# Olympische Sommerspiele 2000/Teilnehmer (Komoren)
| Gelbes Symbol für Goldmedaillen mit stilisierten Olympischen Ringen | Graues Symbol für Silbermedaillen mit stilisierten Olympischen Ringen | Braundes Symbol für Bronzemedaillen mit stilisierten Olympischen Ringen |
| ------------------------------------------------------------------- | --------------------------------------------------------------------- | ----------------------------------------------------------------------- |
| —                                                                   | —                                                                     | —                                                                       |

Die Komoren nahmen bei den Olympischen Sommerspielen 2000 in der australischen Metropole Sydney mit zwei Athleten, eine Frau und ein Mann, in einer Sportart teil.
Für das afrikanische Land war es nach 1996 die zweite Teilnahme an Olympischen Sommerspielen.

## Übersicht der Teilnehmer

### Leichtathletik
Frauen
- Sandjema Batouli
100 Meter: ausgeschieden in Runde eins – Lauf neun, 13,58 Sekunden (Rang neun)

Männer
- Hadhari Djaffar
100 Meter: ausgeschieden in Runde eins – Lauf sieben, 10,68 Sekunden (Rang sieben)